# 累西腓司法宫
司法宫（葡萄牙语：Palácio da Justiça）是巴西伯南布哥州首府累西腓的一座历史建筑，由意大利建筑师乔治·帕伦博（Giácomo Palumbo）设计。
司法宫内设有伯南布哥州法院（Tribunal de Justiça de Pernambuco），位于共和国广场（葡萄牙语：Praça da República）, 安托尼亚瓦兹岛（Ilha de Antônio Vaz），圣安东尼奥社区（Santo Antônio），靠近圣伊莎贝尔剧院（Teatro de Santa Isabel）和公主广场宫（Palácio do Campo das Princesas）。

## 历史
Antes da construção do 司法宫 1639年，拿骚-锡根的约翰·毛里茨伯爵购买了这块土地，1640年，开始建造弗里伊堡（荷兰语：Vrijburg，葡萄牙语：Palácio de Friburgo），于1642年完成，作为新荷兰（Nova Holanda）殖民地的总部。这座宫殿像一座教堂，有两座高塔，一座用作灯塔，另一座用作天文台，矗立在动植物园的中心，园内有许多动物和植物。毛里茨回到欧洲后，宫殿改为兵营，在战乱中受损。1774至1787年间，省长何塞·凯撒（José César）下令拆除。随后这里建造了皇家金库（Erário Régio），在1840年也被拆除。
1924年7月2日，在厄瓜多尔联邦成立一百周年的纪念活动期间，伯南布哥州州长和联邦法官 Sérgio Loreto 为目前的建筑奠基。1930年9月7日建成。 

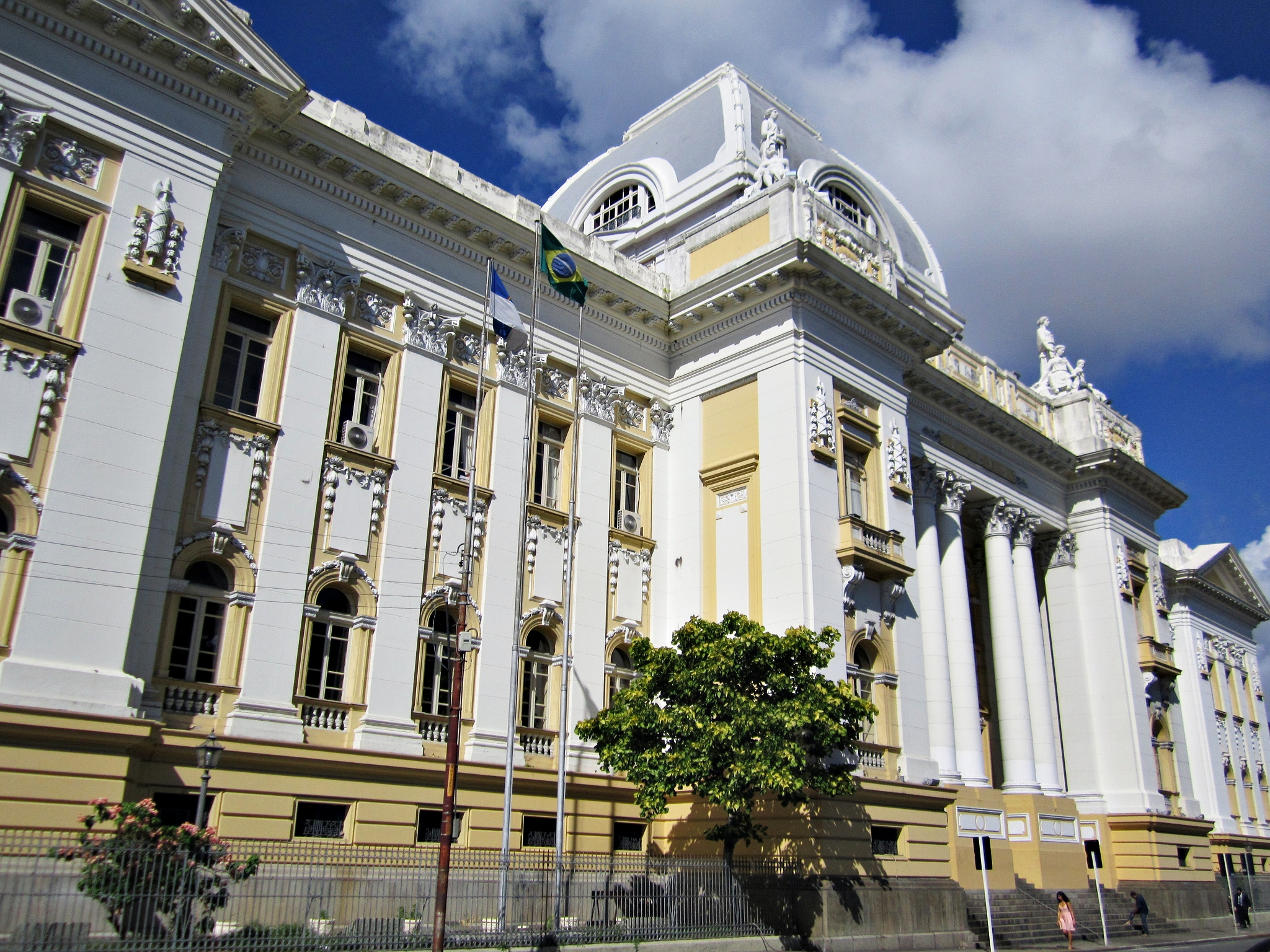

## 建筑
这是一座折衷主义建筑，穹顶高达45米，是巴西最高的。花窗玻璃是海因里希·莫瑟（Heinrich Moser）的作品，而绘画出自穆里略·拉格雷卡（Murillo La Greca）之手。